# Bernie (1996)
Bernie ist eine französische Filmkomödie von Albert Dupontel aus dem Jahr 1996.

## Handlung
Bernie Noël ist 30 Jahre alt und hat sein bisheriges Leben im Waisenhaus verbracht. Die letzten zwölf Jahre hat er gespart und will mit den 400.000 Francs ein neues Leben beginnen. Er geht in die Großstadt, wo er ein riesiges Apartment gegen sechs Monatsmieten im Voraus erhält. In einem Elektronikladen kauft er diverse Technik, darunter auch eine Videokamera, mit der er im Stil des Kongressabgeordneten Vallois Vorstellungsvideos dreht. Er bricht im Sozialamt ein, um mehr über die Umstände seiner Geburt zu erfahren. Er ist erschüttert, als er lesen muss, dass er in einem Müllcontainer gefunden wurde. Sein Name „Bernie“ geht auf den Namen des Finders zurück und sein Nachname auf die Weihnachtszeit, als er gefunden wurde. Bernie begibt sich zum Müllcontainer, wo er Hausmeister Bernie trifft, der ihn einst fand. Der Hausmeister kannte seine Eltern, die sich ständig gestritten haben und Bernie schließlich in den Müllschlucker warfen. Hier fand der Hausmeister ihn und gab vor der Polizei vor, seine Herkunft nicht zu kennen, da Bernie es überall besser als bei seinen Eltern gehabt hätte. Er verrät Bernie, dass der Nachname der Eltern „Willis“ war. Bernie vermutet nun, dass es sich um reiche Amerikaner gehandelt haben muss und er in Wirklichkeit ein Entführungsopfer ist.
Er sucht seine ehemalige Wohnung auf und befragt im Haus den alten Ramonda, der vor 30 Jahren im Haus gewohnt hat. Der lügt ihn an, dass er die Familie Willis nicht kennt. Ramondas Tochter Marion lebt bei ihm, verkauft Blumen und dealt und nimmt Drogen. Bernie verliebt sich in sie, kauft sich ein Auto und folgt ihr zum Blumenladen. Marion gibt ihm einen Hinweis, wo er seinen Vater finden kann und tatsächlich kann Bernie Donald Willis in einer Gruppe Obdachloser ausfindig machen und gegen seinen Willen in die große Wohnung bringen. Gemeinsam brechen sie in die Villa des Anwalts Clermont ein, der inzwischen mit Bernies Mutter verheiratet ist. In der Villa richten sie ein Gemetzel an, erschlagen sämtliche Hausbewohner und Angestellte und entführen Bernies Mutter, da Bernie glaubt, sie werde durch den Geheimdienst gefangengehalten. Bernie will nun ein Familienleben mit seinen Eltern beginnen, doch versucht seine Mutter nur, zu entkommen. Sie überredet Bernie, dessen wahrer Name Micky ist, seine „Freundin“ zum Abendessen einzuladen. Bernie bezahlt Marion dafür, dass sie mit ihm kommt, und Marion wiederum lässt sich von Bernies Mutter gut bezahlen, um ihren Aufenthaltsort der Polizei mitzuteilen. Marion hat jedoch nicht vor, Bernies Mutter zu helfen. Während Marion von Bernie nach Hause gefahren wird, bekriegen sich dessen Eltern in der verschlossenen Wohnung bis aufs Blut. Beide sterben und Bernie ist bei der Rückkehr überzeugt, dass der Geheimdienst sie ermordet hat.
Bernie fährt zu Marion, um sie vor dem Geheimdienst zu retten und schlägt sie für die Flucht k. o. Ihren Vater hat er versehentlich überfahren. Mit den Leichen seiner Eltern und Marion im Wagen flieht Bernie; die Eltern versenkt er kurz darauf im See. Er versteckt sich mit Marion in einer Trafostation und besorgt ihr Drogen, als bei ihr Entzugserscheinungen auftreten. Während die Polizei langsam Bernies Blutspur folgt und immer mehr Leichen und Schwerverletzte findet, fängt Marion an, Gefallen an Bernie zu finden. Beide schlafen in der Trafostation miteinander. Am nächsten Morgen ist das Häuschen von der Polizei umstellt. Bernie gibt vor, Marion als Geisel genommen zu haben; auf der Flucht erschießt er den Kongressabgeordneten Vallois, der zum Schlichten gekommen ist, und wird selbst angeschossen. Er stirbt im Fluchtwagen. Kurz vor seinem Tod halluziniert er noch, dass seine Eltern auf Pferden geritten kommen, ihn begrüßen und er mit Marion zusammen fortreitet.

## Produktion
Bernie war das Langfilmregiedebüt von Albert Dupontel. Die Dreharbeiten fanden in Frankreich und Spanien, darunter in Le Vésinet, Paris, Villenoy und Stains, statt. Das Filmbudget betrug umgerechnet rund 2,2 Millionen Euro. Die Kostüme schufen Françoise Bourrec und Chattoune, die Filmbauten stammen von Laurent Allaire.
Französischer Kinostart des Films war am 27. November 1996. Rund 850.000 Zuschauer sahen Bernie, der gemeinhin als Trashfilm gilt. Der Film wurde unter anderem im März 1997 auf dem Festival Rendez-Vous With French Cinema in New York gezeigt. In Deutschland war Bernie im Juni 1997 im Rahmen der Französische Filmtage Tübingen-Stuttgart zu sehen und tourte im Sommer 1997 als Beitrag des 11. Fantasy Filmfests durchs Land. Ein deutscher Kinostart fand nicht statt.

## Auszeichnungen
Bernie wurde 1997 für einen César in der Kategorie Bestes Erstlingswerk nominiert.